# Niviventer lotipes
Niviventer lotipes — вид пацюків (Rattini), що живе в Китаї.

## Таксономічні примітки
Відокремлений від N. tenaster.